# Abisinio
L'abisinio és un pastís tradicional que consisteix en un congret fregit i farcit de crema. Són molt populars a les ciutats de Valladolid i Medina de Rioseco, si bé també pot ser trobat en altres punts d'Espanya amb algunes diferències i amb el nom de berlina o pepito (que són cuits al forn i no fregits). També són molt típics a Cuéllar (Segòvia), on també es denominen abisinios.
Per a la seva elaboració s'utilitza farina, sucre, sal, ous, llet, llevat i mantega per crear una massa que una vegada fregida és farcida de crema pastissera.
No s'han de confondre amb els petisús, que es fan amb massa choux i es couen al forn.

## Origen

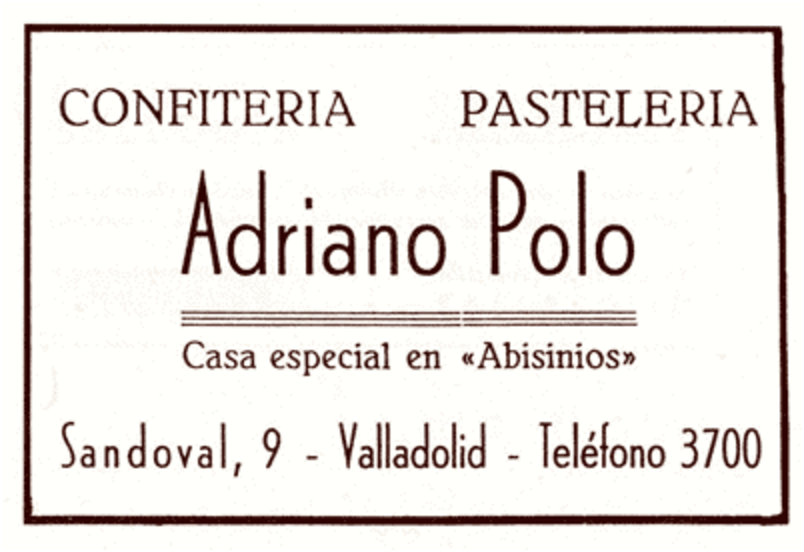
Cartell de la confiteria Adriano Polo

El pastís va ser creat el 1940 per Adriano Polo, propietari de Confiteries Polo de Valladolid. Al principi, la grandària dels pastissos era major a l'actual, i la crema solia ser d'anís, mentre que en l'actualitat la crema és de vainilla i canyella.
El terme "abisinio" que dona origen al nom sembla tenir relació amb la popularització de la regió d'Abissínia a la fi de la dècada dels 30 després de la sortida de l'exèrcit italià, sent una picada d'ullet al color torrat que adquirien els pastissos en ser fregits.